# Temko Popov
Temko Popov (în bulgară Темко Попов, în sârbă Темко Поповић, cu alfabetul latin: Temko Popović; n. 1855, Ohrid, Imperiul Otoman – d. 1929, Ohrid, Regatul Iugoslaviei) a fost un activist promacedonean și muncitor național sârb în Imperiul Otoman. El a îmbrățișat în tinerețe, potrivit istoricilor bulgari, un fel de identitate macedoneană prosârbească⁠(d). Potrivit istoricilor sârbi, acest tip de identitate vagă a fost folosită de politicienii sârbi ca o contrapondere la influența bulgară și a fost transformată mai târziu în naționalism sârb.

## Biografie
Popov s-a născut în orașul Ohrid, care făcea parte în acea vreme din Imperiul Otoman. A absolvit liceul la Atena (Grecia), unde a lucrat în diverse agenții ortodoxe. A predat mai târziu ca profesor la Edirne și apoi la Liceul Bulgar de Băieți din Bitola. Ulterior, s-a mutat la Sofia (Bulgaria), unde a devenit unul dintre fondatorii Comitetului Secret Macedonean, care fusese înființat în 1886 pentru a promova un fel de identitate macedoneană prosârbească, deosebită în special de identitatea etnică a bulgară. Ceilalți conducători ai asociației au fost Naum Evrov, Kosta Grupčev și Vasilij Karajovev.
Dați în urmărire de autoritățile bulgare la sfârșitul lunii august 1886, ei s-au mutat la Belgrad, unde au condus negocieri cu guvernul sârb în chestiunea macedoneană și au participat la formarea Asociației Sârbo-Macedonenilor⁠(d) în același an. La acea vreme „macedonismul” era văzut de guvernul sârb ca o posibilă contrapondere la influența bulgară în Macedonia și ca o etapă a serbizării⁠(d) treptate a slavilor macedoneni. Autoritățile sârbe de la Belgrad l-au trimis pe Popov la Salonic, unde a fost infiltrat ca profesor la Liceul Bulgar de acolo. Cu toate acestea, a fost expulzat de acolo în 1887 din cauza propagandei prosârbești pe care o desfășura. În anul 1888, într-o scrisoare către Despot Badžović⁠(d), Temko Popov a subliniat scopul său cel mai important: macedonizarea slavilor macedoneni. În aceeași scrisoare, el a spus:
| “ | Să nu ne mințim singuri, Despot, spiritul național din Macedonia a ajuns astăzi într-un asemenea stadiu încât chiar dacă Iisus Hristos ar fi venit pe Pământ, nu l-ar fi putut convinge pe macedonean că este bulgar sau sârb, cu excepția acelor macedoneni în care propaganda bulgară a prins deja rădăcini. | ” |

Aceste activități ale lui Popov au fost criticate de intelectualitatea bulgară din Macedonia. Cu această ocazie, scriitorul bulgar Kuzman Șapkarev scria în anul 1888 într-o scrisoare către Marin Drinov că „Un ciudat – Temko Popov, fiul nelegitim al lui Stefan Vladikov – trădătorul lui Dimităr Miladinov, îl minte pe consulul sârb de la Țarigrad (Stojan Novaković) că-i va transforma pe bulgarii macedoneni în sârbi vechi”. Temko s-a mutat înapoi la Belgrad, unde Societatea „Sfântul Sava”⁠(d) l-a ajutat material în noua sa activitate. Acest compromis cu interesele sârbe l-a făcut mai târziu să abandoneze complet programul său separatist. Ulterior, din 1888 până în 1913, Temko s-a aflat în serviciul diplomatic sârb, îndeplinind diverse însărcinări la Salonic, Istanbul și Atena. Ca urmare, odată cu intrarea în secolul al XX-lea, el și colaboratorii săi au promovat doar idei prosârbești. După Revoluția Junilor Turci, Temko a devenit senator sârb în Parlamentul Otoman⁠(d), îndeplinind acest mandat în anii 1908–1909, când a locuit la Constantinopol. Aici a publicat ziarul sârbesc Carigradski glasnik. Mai târziu a lucrat la Ambasada Serbiei de la Atena până la încheierea Războaielor Balcanice în 1913. S-a mutat apoi în orașul Ohrid, care fusese cedat recent Serbiei, și a devenit primarul acestui oraș până la ocuparea sa de către bulgari în 1915. În anul 1918, după încheierea Primului Război Mondial, a devenit pentru a doua oară primar al orașului Ohrid. Popov a fost numit în 1921 inspector în Serviciul Agricol de la Bitola, de unde s-a pensionat.